# Norrahammars köping
Norrahammars köping var en tidigare köping i Jönköpings län.

## Administrativ historik
När 1862 års kommunalförordningar trädde i kraft den 1 januari 1863 inrättades i Sandseryds socken i Tveta härad i Småland landskommunen Sandseryd.
Den 1 januari 1943 (enligt beslut den 27 mars 1942) ombildades Sandseryds landskommun till Norrahammars köping. Samtidigt överfördes vissa områden, omfattande en areal av 0,85 km², varav 0,84 km² land, till Månsarps landskommun. Enligt samma beslut överfördes till den nybildade köpingen ett område omfattande en areal av 4,53 km², varav allt land, från Barnarps landskommun.
Norrahammars köping påverkades inte av kommunreformen 1952. 
Den 1 januari 1954 överfördes från Norrahammars köping och församling till Jönköpings stad och Jönköpings Sofia församling ett område med 129 invånare och omfattande en areal av 11,20 kvadratkilometer, varav 10,85 kvadratkilometer land. Samma datum överfördes ett område, Hökhult 2, med 334 invånare från Tenhults landskommun och Barnarps församling omfattande en areal av 1,14 kvadratkilometer, varav 1,13 land.
Den 1 januari 1971 upplöstes köpingen och området gick upp i Jönköpings kommun.

### Kyrklig tillhörighet
Köpingen hörde i kyrkligt hänseende till Norrahammars församling.

## Kommunvapnet
Blasonering: Delat av guld vari en blå, femuddig stjärna, och blått, vari två framifrån sedda, bjälkvis ordnade räckhammare av guld.
Detta vapen fastställdes för köpingen av Kungl. Maj:t den 15 februari 1947.

## Geografi
Norrahammars köping omfattade den 1 januari 1952 en areal av 56,00 km², varav 55,35 km² land. Efter nymätningar och arealberäkningar färdiga den 1 januari 1957 omfattade köpingen den 1 november 1960 en areal av 48,52 km², varav 48,10 km² land.

### Tätorter i köpingen 1960
| Tätort            | Folkmängd |
| ----------------- | --------- |
| Norrahammar       | 4 254     |
| Jönköping, del av | 1 057     |

Tätortsgraden i köpingen var den 1 november 1960 95,0 procent.

## Politik

### Mandatfördelning i valen 1942–1966
| 2 | 18 | 5 |

| 23 |

| 2 | 18 |  | 4 |

| 23 |

|  | 18 |  | 4 |  |

| 22 |

| 2 | 21 |  | 3 | 3 |

| 27 |

|  | 16 | 6 |  | 3 | 3 |

| 28 |

|  | 20 | 2 | 4 | 3 |

| 27 |

| 2 | 17 | 3 | 4 |  | 3 |

| 26 |